# Maximilian von Braumüller
Friedrich Maximilian Braumüller, seit 1903 von Braumüller (* 4. Juni 1845 in Berlin; † 11. April 1925 in Berlin-Lichterfelde) war ein preußischer Generalleutnant.

## Leben

### Herkunft
Er war der Sohn des Kaufmanns Gottfried Wilhelm Braumüller (1815–1867) und dessen Ehefrau Ottilie, geborene Koblank (1822–1888). Sein älterer Bruder war der spätere preußische Generalleutnant Heinrich Wilhelm Braumüller (1844–1913).

### Militärkarriere
Braumüller wurde im elterlichen Hause erzogen und absolvierte das Friedrich-Wilhelm-Gymnasium in seiner Heimatstadt. Anschließend besuchte er die Kadettenanstalten in Potsdam und Berlin. Am 2. Mai 1863 trat Braumüller als charakterisierter Portepeefähnrich in das 4. Garde-Grenadier-Regiment Königin der Preußischen Armee ein. Mit diesem Regiment nahm er 1864 während des Feldzuges gegen Dänemark am Sturm auf die Düppeler Schanzen, der Einschließung von Fredericia und dem Gefecht bei Klein-Rheida teil. Er bewährte sich dabei so sehr, dass Braumüller am 10. März 1864 mit dem Militär-Ehrenzeichen II. Klasse ausgezeichnet wurde. Im gleichen Jahr folgte am 22. Mai seine Beförderung zum Sekondeleutnant. Braumüller nahm 1866 auch am Krieg gegen Österreich teil. Für die Dauer des mobilen Verhältnisses war er zum 2. Garde-Grenadier-Landwehr-Regiment nach Düsseldorf kommandiert und kam mit dem III. Bataillon in den Schlachten bei Münchengrätz und Königgrätz zum Einsatz. Vom 1. Mai 1868 bis 30. April 1869 war er als Erzieher am Kadettenhaus Plön tätig. Braumüller kehrte anschließend wieder zu seinem Stammregiment zurück und wurde zu Beginn des Krieges gegen Frankreich wieder zum mobilen III. Bataillon des 2. Garde-Grenadier-Landwehr-Regiments kommandiert. Er machte die Belagerungen von Straßburg sowie von Paris mit und wurde am 15. November 1870 zum Premierleutnant befördert. Als solcher kämpfte Braumüller Ende Oktober bei Le Bourget und fungierte vom 11. Dezember 1870 bis 4. April 1871 als Kompanieführer. Nach dem Frieden von Frankfurt erhielt Braumüller für seine Leistungen während des Krieges das Eiserne Kreuz II. Klasse.
Mit seiner Beförderung zum Hauptmann wurde Braumüller Chef der 7. Kompanie in Koblenz. Nach elfjähriger Dienstzeit folgte im Juni 1888 unter Beförderung zum Major seine Versetzung nach Stralsund in das 5. Pommersche Infanterie-Regiment Nr. 42 sowie am 15. Oktober 1889 seine Ernennung zum Kommandeur des II. Bataillons. Mit der Beförderung zum Oberstleutnant am 18. April 1893 stieg er in den Regimentsstab auf. Vom 16. Juni 1896 bis 2. Juli 1899 war Braumüller als Oberst Kommandeur des Infanterie-Regiments Nr. 129 und wurde anschließend mit seiner Beförderung zum Generalmajor zum Kommandeur der 68. Infanterie-Brigade in Metz ernannt. In dieser Stellung erhielt er für seine Leistungen am 12. Mai 1900 den Roten Adlerorden II. Klasse mit Eichenlaub sowie am 23. Mai 1902 den Stern zum Kronenorden II. Klasse. Unter Verleihung des Charakters als Generalleutnant wurde Braumüller am 12. September 1902 zur Disposition gestellt und im Jahr darauf am 28. August für seine langjährigen Verdienste durch Wilhelm II. für sich und seine Nachkommen in den erblichen Adelsstand erhoben. Er erhielt zudem am 16. Juni 1913 die Erlaubnis zum Tragen der Uniform des Königin Augusta Garde-Grenadier-Regiments Nr. 4.

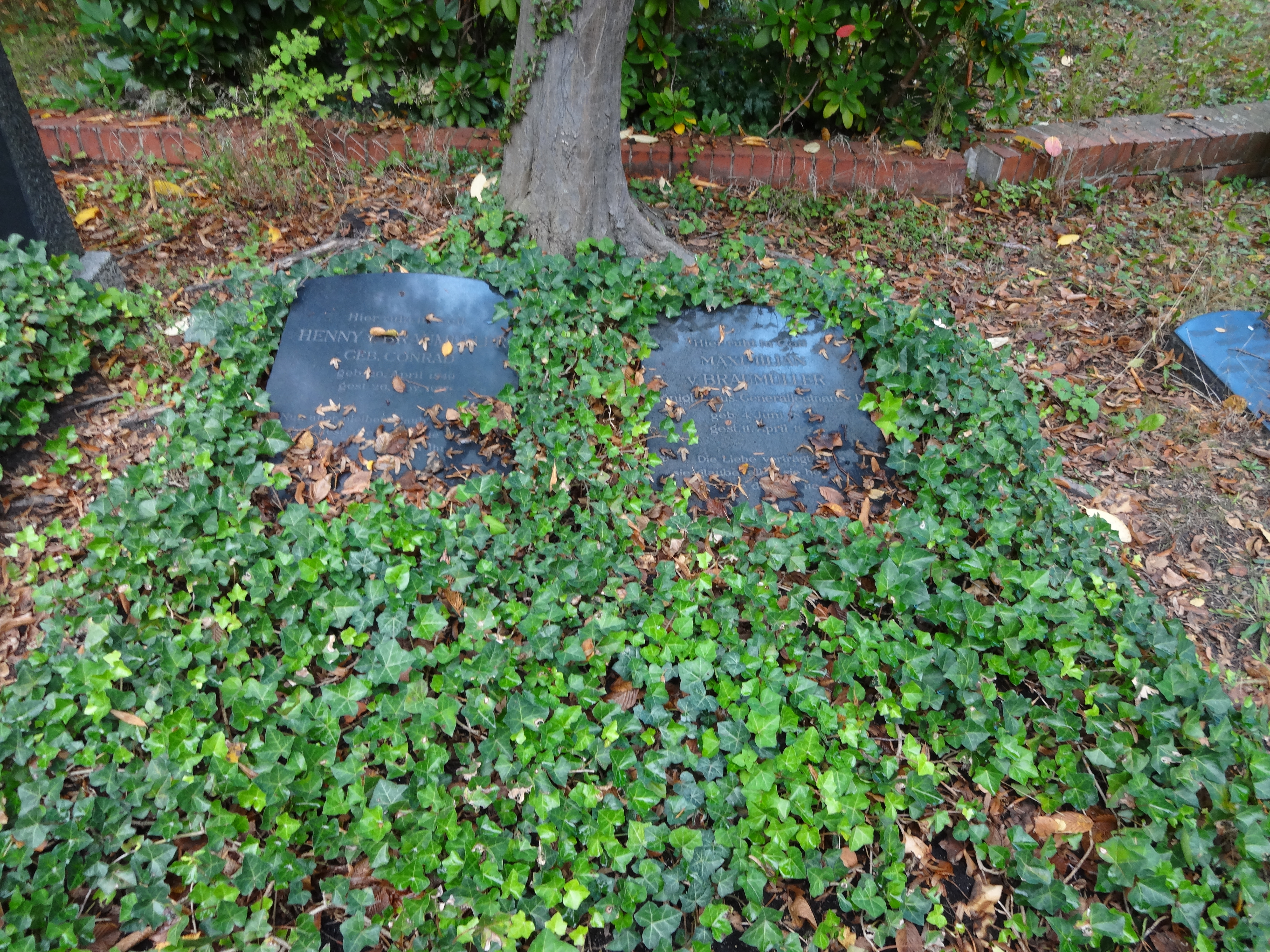
Grabstätte

Maximilian von Braumüller starb 1925 im Alter von 79 Jahren in Berlin-Lichterfelde. Sein Grab befindet sich auf dem Friedhof Wannsee II. Als Grabmarkierung dient eine liegende Inschriftentafel aus schwarzem Granit.

### Familie
Braumüller hatte sich am 4. Mai 1869 in Berlin mit Henriette Conrad (1849–1917) verheiratet. Aus der Ehe gingen sieben Kinder hervor und fünf der sechs Söhne schlugen eine Offizierslaufbahn ein.

### Schriften
- Gedenkblätter zur Rangliste des 4. Garde-Grenadier-Regiments Königin. Mittler & Sohn, Berlin 1885.
- Geschichte des Königin Augusta Garde-Grenadier-Regiments Nr. 4. Mittler & Sohn, Berlin 1901. (Digitalisat)